# Nea Moni
Nea Moni (grekiska: Νέα Μονή, lit. "Nya klostret") är ett kloster från 1000-talet beläget på ön Chios i Grekland. Det ligger på berget Provateio Oros på öns inre delar, omkring 15 km från staden Chios. Klostret är känt för sina mosaiker, vilka, tillsammans med de i Daphni och Hosios Lukas, anses vara de bäst bevarade exemplen på makedonisk renässanskonst i Grekland.

## Historia
Klostret uppfördes i mitten av 1000-talet av den bysantinske kejsaren Konstantin IX Monomachos och hans fru kejsarinnan Zoe. Enligt traditionen, är klostret byggt på platsen där de tre munkarna Nikitas, Ioannes och Iosif, mirakulöst fann en ikon av Jungfru Maria, hängande från en gren av myrten. Vid den tiden, var Konstantin i exil nära Lesbos och munkarna besökte honom och berättade om en syn enligt vilken han skulle bli kejsare. Konstantin lovade då att uppföra en kyrka om detta skulle inträffa. År 1042, blev Konstantin kejsare, och i tacksamhet lät han påbörja uppförandet av klostret, tillägnat Theotokos. Huvudkyrkan (katholikon) invigdes år 1049, och komplexet stod klart 1055, efter Konstantins död
Klostret blev tidigt tilldelade privilegier: i en krysobulla från juli 1049, gav Konstantin Monomachos klostret rätten att beskatta alla judar på ön Chios, och satte klostret skilt från alla kyrkliga eller sekulära hierarkier. Som ett resultat av landrättigheter, skattebefrielse och andra privilegier från efterträdande kejsare, blommade klostret under den bysantinska eran. Under århundradena, fick klostret amassed substantial rikedomar och blev ett av de rikaste klostren i Egeiska havet. Vid sin höjdpunkt, omkring år 1300, omfattade deras egendomar en tredjedel av ön Chios och man uppskattar att uppemot 800 munkar tillhörde det. Den följande Genuanska kontrollen reducerade dess rikedom, men klostret blomstrade åter under den Osmanska eran, när det löd direkt under patriarken i Konstantinopel, och åtnjöt långtgående autonomi. Den senare delen av 1500-talet beräknar resenären Samuel Purchas att klostret hade 200 munkar, och det "ensamt i hela Grekland hade rättigheten att använda klockor." Under 1600-talet minskade antalet munkar ytterligare, men växte åter under det följande århundradet. Patriarken av Jerusalem, Chrysanthos Notaras, och den franska prästen Fourmont, som besökte klostret år 1725 respektive 1729, kommenterade det stora antalet munkar, mängden bevarade reliker och hur vacker kyrkan och dess dekorationer var.
Klostrets nedgång började först efter Chiosmassakern 1822, under Grekiska självständighetskriget. Klostret härjades och plundrades, och lyckades aldrig återfå sin forna glans. 1881 orsakade en jordbävning ytterligare förstörelse i huvudkyrkan vilket ledde till att dess kupol rasade in, medan andra byggnader, liksom klocktornet från 1512, rasade. 1952, konverterades Nea Moni till ett konvent på grund av brist på munkar (bröder). Enligt 2001 års folkräkning, bor där nu endast tre nunnor (systrar).

## Byggnader och arkitektur

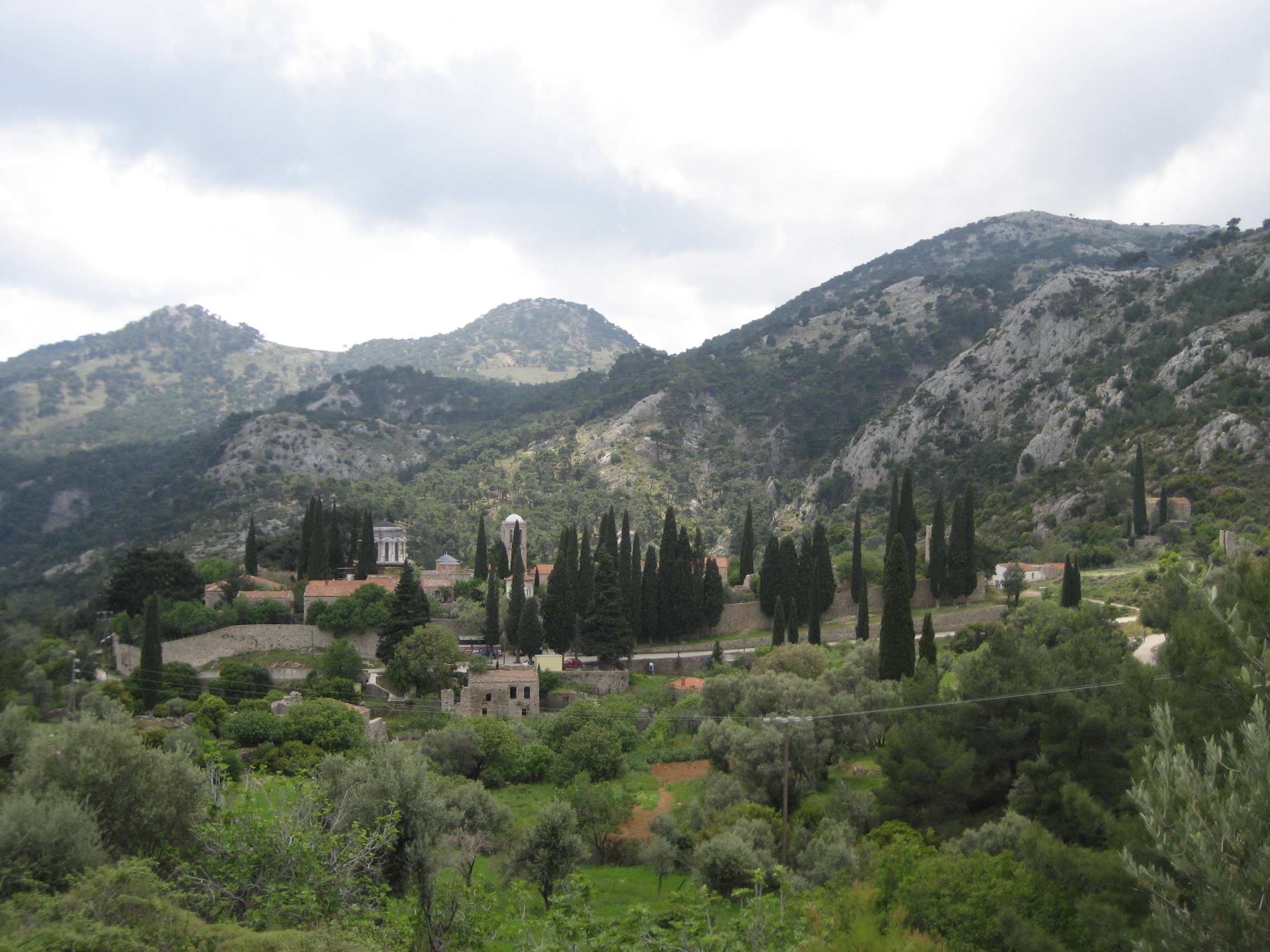
Nea Moni består av katholikon, två mindre kyrkor, matsal, munkarnas celler och mottagningshallen.

Klosterkomplexet täcker en yta av omkring 17 000 m² och består av katholikon, två mindre kyrkor (tillägnade Heliga korset och helgonet Sankt Pantaleon), matsalen ("trapeza"), munkcellerna ("kelia"), mottagningshallen ("triklion") och vattencisternerna ("kinsterna") belägna under marknivån. Komplexet är omgivet av en mur (den ursprungliga bysantinska muren raserades 1822), och i nordöstra hörnet står ett försvarstorn, i gamla tider använt som bibliotek. Utöver detta finns, utanför murarna, nära munkarnas gravplats, ett litet kapell tillägnat Sankt Lukas.
Katholikon är klostrets centrala byggnadsverk, tillägnad Jungfru Marias insomnande.. Detta består av huvudkyrkan, esonarthex and the exonarthex. Huvudkyrkan är åttakantig, den så kallade "insular type", funnen på Chios och på Cypern. Fastän alla tre sektioner daterar sig till 1000-talet, blev kyrkan svårt åtgången 1822 och 1881, med följden att dess nuvarande, återuppförda, form är någon annorlunda än originalet. Klocktornet uppfördes år 1900 och ersatte ett äldre byggt 1512. Ursprungligen hölls lämningarna efter de tre grundarna i exonarthex, men det mesta av dessa förstördes under the sack of 1822.
Vid sidan av katholikon, är den enda återstående 1000-talsbyggnaden det delvis raserade tornet, Sankt Lukas kapell, cisternerna och delar av trapezan. Cellerna, varav de flesta är i ruiner, daterar sig till den venetianska och genuanska eran. Ett litet museum, öppnat 1992, finns nordväst om katholikon, inrymt i en renoverad cell. Artefakterna som visas daterar sig i huvudsak till senare delen av 1800-talet.
Den här artikeln är helt eller delvis baserad på material från engelskspråkiga Wikipedia, tidigare version.